# Bravoceratops
Bravoceratops là một chi khủng long, được Wick & Lehman mô tả khoa học năm 2013.